# لوتوپتسنی
لوتوپتسنی (به چکی: Lutopecny) یک منطقهٔ مسکونی در جمهوری چک است که در ناحیه کرومیریژ واقع شده‌است. لوتوپتسنی ۴٫۸۸ کیلومتر مربع مساحت و ۵۶۵ نفر جمعیت دارد و ۲۱۴ متر بالاتر از سطح دریا واقع شده‌است.